# Petit Château
 (février 2022).
Si vous disposez d'ouvrages ou d'articles de référence ou si vous connaissez des sites web de qualité traitant du thème abordé ici, merci de compléter l'article en donnant les références utiles à sa vérifiabilité et en les liant à la section « Notes et références ».
Pour les articles homonymes, voir Petit-Château.
Le Petit Château (ou maison de Bourlon : nom des premiers propriétaires) est situé à Montfermeil, dans le département de la Seine-Saint-Denis. Son entrée se trouve rue de la Fontaine-Jean-Valjean.

## Historique
Il a été construit vers 1635, sur les lieux d'une léproserie médiévale[réf. souhaitée].
Il fut acquis en 1742 par Jean Hyacinthe Hocquart de Montfermeil lors de la création du marquisat de Montfermeil.
En 1869, il fut le terminus du monorail Larmanjat.
De 1935 à 1962, il abrita l'institution Saint-Paul, une école créée par le propriétaire, Robert de Quatrebarbes.
Inscrit partiellement au titre des monuments historiques en 1984, la maison de Bourlon appartient désormais au conseil général qui l'a réhabilitée en 1994. C’est actuellement un établissement public autonome (EPA) qui accueille, sous la tutelle de l’Aide sociale à l’enfance, des adolescents de 14 à 18 ans en conflit ou en rupture familiale.
La ferme seigneuriale est devenue le Musée des Métiers.